# Toivo Niskanen
Toivo Niskanen, född 3 juni 1887 i Helsingfors, död där 25 december 1961, var en finländsk dansare, koreograf och danspedagog.
Niskanen började sina dansstudier hos tyskfödda Elisabeth Littson i Helsingfors. Han var kusin till en av Littsons främsta elever Hilma Liiman, och uppträdde tidigt i hennes dansföreställningar. Han övergav sina universitetsstudier i estetik och samtida litteratur för att studera dans i Sankt Petersburg 1908. Hans lärare där var Aleksandr Sjirjajev, en framstående karaktärsdansare vid Mariinskijteatern. Genom Sjirjajevs förmedling fick Niskanen djupa insikter i bland annat slaviska danser, kosackdans och polsk mazurka. 
Niskanens första offentliga framträdande var 1911 i Helsingfors. I hans uppträdande tillsammans med Margit Lilius 1917 fick den finländska publiken en första kontakt med ett klassiskt pas de deux. Han var engagerad vid Svenska baletten i Paris 1922–1924 och vid Chicagos stadsbalett 1924–1925. Han gjorde otaliga och banbrytande koreografier för teatrarna i Finland, bland annat för operetter. Han undervisade i klassisk balett, karaktärsdans och hade en egen skola.